# Tomasz Musik
Tomasz Musik (ur. 19 września 1981) – polski piłkarz, futsalista, piłkarz plażowy. Uczestnik Euro Winners Cup w 2014 roku w barwach drużyny Grembach Łódź.